# Марк Вільямс (футболіст)
Марк Вільямс (англ. Mark Williams; нар. 11 серпня 1966, Кейптаун) — південноафриканський футболіст, що грав на позиції нападника, зокрема за низку китайських клубних команд, а також за національну збірну ПАР.

## Клубна кар'єра
У дорослому футболі дебютував 1988 року виступами за команду «Джомо Космос», в якій провів два сезони. Згодом з 1991 по 1993 рік грав у складі команд «Мамелоді Сандаунз», «Гелленік» та «Кейптаун Сперс».
1993 року перебрався до Європи, ставши гравцем бельгійського «Моленбека», звідки за два роки перебрався до англійського  «Вулвергемптон Вондерерз». Відіграв за клуб з Вулвергемптона наступний сезон своєї ігрової кар'єри, після чого на рік повертався на батьківщину, де грав за «Кайзер Чіфс».
Протягом 1997—2002 років грав у Китаї, де захищав кольори клубів «Гуандун Хуньюань», «Цяньвей Хуаньдао», «Чунцін Лунсінь», «Шанхай Джунюань» та «Ціндао Хадемен».
У 2002–2003 роках грав на батьківщині за «Морока Своллоуз», а завершував ігрову кар'єру 2003 року виступами за брунейський ДПММ.

## Виступи за збірну
1992 року дебютував в офіційних матчах у складі національної збірної ПАР.
Був основним гравцем національної команди на домашньому для неї Кубку африканських націй 1996 року, здобувши того року титул континентального чемпіона. Ця перемога дала збірній право участі у Кубку конфедерацій 1997 року, де Вільямс також був у заявці, проте на поле не виходив.
Загалом протягом кар'єри в національній команді, яка тривала 6 років, провів у її формі 23 матчі, забивши 8 голів.

## Титули і досягнення
- Володар Кубка африканських націй (1):

ПАР: 1996
- Володар Кубка Китаю (1):

«Ціндао Хадемен»: 2002